# Kose
För andra betydelser, se Kose (olika betydelser).
Kose är en stadsdel i distriktet Pirita i Estlands huvudstad Tallinn.